# Microsoft Home
Microsoft Home fue una línea de productos de software distribuida por Microsoft. Aparecieron por primera vez a mediados de 1993, fueron creadas para traer el multimedia a los ordenadores personales Microsoft Windows y Macintosh. Con más de sesenta productos desde 1993, la compañía puso pie en el mercado de software. Microsoft anunció en ese tiempo, un paquete de mejoras denominado Microsoft Plus!, cuya primera versión fue para Windows 95 y se siguieron sacando productos hasta la era del sistema operativo Windows XP. El rango de software de esta línea hizo que los jugadores de videojuegos se interesarán por productos como Microsoft Arcade y Entertainment Packs hasta productos de consulta como Microsoft Encarta, Bookshelf y Cinemania. Poco después del lanzamiento de Microsoft Windows 95, la compañía empezó a reducir los precios de los productos de Microsoft Home y también se debe a que en aquella época la World Wide Web crecía y Microsoft temía que la gente no adquiriese los productos, pero esto pasó y la línea de Microsoft Home fue descatalogada en 1998 . Hoy en día, estos productos pueden ser encontrados en sitios de subastas tales como eBay o Amazon.com e incluso, algunos son considerados objetos de coleccionista. De todos modos, hay copias ilegales de estos productos a través de la red en sitios como (albeit illegally) de varios sitios web contactando con empresas de abandonware.

## Títulos
Microsoft Home creó productos para todos los usos y entornos. Los productos se dividen en cinco categorías: Referencia y Exploración, Entretenimiento, Infantil, Productividad en el Hogar y Sonidos, "Vista" y Hardware. La categoría de cada producto era dividida, con lo cual se identificaba por su paquete. Generalmente, Referencia y Exploración tiene el color morado en su caja, los de Entretenimiento de color negro, los Infantiles de color amarillo, Productividad en el Hogar tiene el color verde y Sonidos, "Vista" y Hardware tienen el color gris o rojo. Tenga en cuenta que algunas aplicaciones se distribuyeron con otro Software estimable o por compañías de Referencia. Por ejemplo, Instrumentos musicales fue distribuida con Dorling Kindersley.

### Productos de referencia y exploración
Los productos de Referencia de Microsoft Home daban información a los Ordenadores Personales Multimedia - era un método efectivo de presentar y consultar información antes del crecimiento de la World Wide Web . Estos productos fueron distribuidos con sistemas de navegación por hipervínculos, lo cual era relativamente nuevo. La mayoría de estos productos fueron distribuidos en el formato CD-ROM, dando la posibilidad de ofrecer alta calidad en gráficos y animaciones, y archivos de sonido de alta calidad y archivos MIDI. Estos productos fueron la prueba de que los ordenadores personales podían revolucionar su forma en la que hoy en día buscamos y exploramos información. Solamente algunos productos de esta área fueron traducidos.
| Nombre                                                                                       | Año                                             | Precio              | En español                                                         |
| -------------------------------------------------------------------------------------------- | ----------------------------------------------- | ------------------- | ------------------------------------------------------------------ |
| Microsoft Encarta                                                                            | 1993–2009                                       | US$99.95/CAD$139.95 | A partir de la edición de 1997                                     |
| Microsoft Encarta Africana                                                                   | 1999-2001 (Integrado posteriormente en Encarta) |                     | No distribuido                                                     |
| Microsoft Bookshelf                                                                          | 1987, 1992, 1994-2000                           | US$69.95/CAD$99.95  | Sí                                                                 |
| Microsoft Cinemania                                                                          | 1994-1997                                       | US$59.95/CAD$79.95  | Sí                                                                 |
| Microsoft Automap Streets (después Expedia Streets, Street Plus y Microsoft Streets & Trips) | 1995                                            |                     | Sí, existieron versiones específicas para Europa                   |
| Microsoft Automap Road Atlas (después Expedia Trip Planner y Microsoft Streets & Trips)      | 1995-Hoy en día                                 |                     | No, traducido en versiones posteriores                             |
| Microsoft Music Central                                                                      | 1996-1997                                       |                     | Desconocido                                                        |
| Microsoft Complete Baseball                                                                  | 1994-1995                                       | US$49.95/CAD$69.95  | No                                                                 |
| Microsoft Complete NBA Basketball                                                            | 1994-1996                                       | US$49.95/CAD$69.95  | No                                                                 |
| Microsoft Complete Gardening                                                                 | 1996                                            |                     | No                                                                 |
| Microsoft Reader's Digest Do-It-Yourself Guide                                               | 1996                                            |                     | No                                                                 |
| Microsoft Oceans                                                                             | 1995                                            |                     | Sí                                                                 |
| Microsoft 500 Nations (Civilización y tribus indias de Norteamérica)                         | 1995                                            |                     | Sí                                                                 |
| Microsoft World of Flight                                                                    | 1995                                            |                     | Sí                                                                 |
| Microsoft Ancient Lands                                                                      | 1994                                            | US$59.95/CAD$79.95  | Sí                                                                 |
| Microsoft Dinosaurs                                                                          | 1993                                            | US$59.95/CAD$79.95  | Desconocido                                                        |
| Microsoft Dangerous Creatures                                                                | 1994                                            | US$59.95/CAD$79.95  | Sí                                                                 |
| Microsoft Dogs                                                                               | 1995                                            |                     | Desconocido                                                        |
| Microsoft Musical Instruments                                                                | 1992                                            | US$59.95/CAD$79.95  | Sí                                                                 |
| Microsoft Isaac Asimov - The Ultimate Robot                                                  | 1993                                            | US$59.95/CAD$79.95  | No                                                                 |
| Microsoft Art Gallery                                                                        | 1994                                            | US$59.95/CAD$79.95  | Sí                                                                 |
| Microsoft Wine Guide                                                                         | 1995                                            |                     | Distribuido en el mercado español e hispanoamericano, no traducido |
| Microsoft Julia Child: Home Cooking with Master Chefs                                        | 1995                                            |                     | Desconocido.                                                       |
| Microsoft The Ultimate Frank Lloyd Wright: America's Architect                               | 1994                                            | US$59.95/CAD$79.95  |                                                                    |
| Microsoft Composer Collection                                                                | 1995                                            | US$79.95/CAD$109.95 | No                                                                 |
| Microsoft Multimedia Mozart: The Dissonant Quartet                                           | 1992–1995                                       | US$59.95/CAD$79.95  | Desconocido                                                        |
| Microsoft Multimedia Beethoven: The Ninth Symphony                                           | 1992–1995                                       | US$59.95/CAD$79.95  | Desconocido                                                        |
| Microsoft Multimedia Schubert: The Trout Quintet                                             | 1992–1995                                       | US$59.95/CAD$79.95  | Desconocido                                                        |
| Microsoft Multimedia Stravinsky: The Rite of Spring                                          | 1992–1995                                       | US$59.95/CAD$79.95  | Desconocido                                                        |
| Microsoft Multimedia Strauss: Three Tone Poems                                               | 1992–1995                                       | US$59.95/CAD$79.95  | Desconocido                                                        |

### Entretenimiento
En los años 1990, los videojuegos en las computadoras personales solían ejecutarse en el ahora sistema operativo MS-DOS. Pero, con la introducción de Microsoft Windows 3.1x en 1992, Microsoft Home publicó varias aplicaciones de entretenimiento que implantaron las nuevas tecnologías de Microsoft Windows como DirectX . Estas aplicaciones alentaron a los videojuegos de ese tiempo a la transición de MS-DOS a Microsoft Windows. Esta transición permitió hacer un mejor uso de los gráficos, revolucionados en la programación de los videojuegos y resultaron como una experiencia de realismo más intensa que nunca. Por ejemplo, los juegos de Microsoft Entertainment Pack se han establecido como clásicos, desde su desarrollo en los años 1990. Estos productos generalmente no se traducían.
| Nombre | Año             | Precio             | En español  |
| --- | --------------- | ------------------ | ----------- |
| Microsoft Fury3 | 1995            |                    | No          |
| Microsoft Hellbender (Secuela de Fury3) | 1996            |                    |             |
| Microsoft Deadly Tide (juego de lucha de máquinas de guerra acuáticas)                                                                            | 1995            |                    | No          |
| Microsoft Flight Simulator | 1982, 1993-2006 | US$49.95/CAD$64.95 | No          |
| Escenarios adicionales para Microsoft Flight Simulator versión 5.0: - Microsoft Caribe - Microsoft Japón - Microsoft París - Microsoft Nueva York | 1995            | US$34.95/CAD$49.95 | No          |
| Microsoft Golf | 1993-2001       | US$49.95/CAD$69.95 | No          |
| Campos de Golf para Microsoft Golf: - Campo de Mauna Kea - Campo de Banff Springs - Campo de Pinehurst                                            | 1993            | US$24.95/CAD$34.95 | No          |
| Microsoft Space Simulator | 1995            | US$49.95/CAD$64.95 | No          |
| Best of Microsoft Entertainment Pack | 1995            | US$24.95/CAD$34.95 | Desconocido |
| Microsoft Arcade | 1993            | US$34.95/CAD$44.95 | No          |
| Microsoft Return of Arcade | 1998            |                    | No          |
| Microsoft Revenge of Arcade |                 |                    | No          |
| Microsoft Pinball Arcade | 1998            |                    | No          |

### Productos infantiles
La división de Microsoft Kids creó software educativo hacia un público infantil en los años 1990. Algunos de estos productos tenían un asistente de color azul llamado McZee (presente en Fine Artist, Creative Writer y 3D Creador de Películas) e invitaba a los niños a la ciudad ficticia de Imáginopolis, en la cual cada edificio y sala es una única interfaz hacia diferentes opciones en el programa.
Los productos de Microsoft Home para niños no solo eran famosos para el uso doméstico, sino también en centros educativos en instituciones educativas. Microsoft dijo que un ordenador personal no debía ser de "grandes proporciones", sino que porque podían ser usados por toda la familia. Vinculando con la serie de televisión, Microsoft Scholastic El Autobús Mágico era una serie de productos con un gran éxito que se continuaron vendiendo incluso después de que los productos de Microsoft Home infantiles se independizarán en una subsidiaria denominada Microsoft Kids. La mayoría de estos productos fueron traducidos debido al público infantil que los utilizaba.
| Nombre | Nombre | Año       | Precio                                                          | En español                                                     |
| --- | --- | --------- | --------------------------------------------------------------- | -------------------------------------------------------------- |
| Microsoft Scholastic's The Magic School Bus (productos basados en los libros y en la serie de televisión)                                                                                     | - Explores the bugs - Explores in the Age of Dinosaurs - Explores Inside the Earth - Explores the Human Body - Explores the Ocean - Explores the Rainforest - Explores the Solar System - Explores the World of Animals | 1994-2000 | US$49.95/CAD$69.95                                              | Únicamente Explores the Solar System y Explores the Human Body |
| Microsoft Gahan Wilson's The Ultimate Haunted House (Un juego diseñado por Gahan Wilson para niños en el que se explora una misteriosa casa encantada habitada por unos extraños personajes.) | Microsoft Gahan Wilson's The Ultimate Haunted House (Un juego diseñado por Gahan Wilson para niños en el que se explora una misteriosa casa encantada habitada por unos extraños personajes.)                           | 1993      | US$49.95/CAD$69.95                                              | No                                                             |
| Microsoft Creative Writer y Creative Writer 2 (procesadores de texto lanzados en 1994 y 1996 respectivamente, ambos hacia un público infantil).                                               | Microsoft Creative Writer y Creative Writer 2 (procesadores de texto lanzados en 1994 y 1996 respectivamente, ambos hacia un público infantil).                                                                         | 1993      | US$49.95/CAD$69.95                                              | Sí                                                             |
| Microsoft Fine Artist (programa de dibujo con estructura similar al Creative Writer original)                                                                                                 | Microsoft Fine Artist (programa de dibujo con estructura similar al Creative Writer original) | 1993      | US$49.95/CAD$69.95                                              | Sí                                                             |
| Misterios de Escritor Fantasmagórico para Creative Writer | Misterios de Escritor Fantasmagórico para Creative Writer | 1995      | US$19.95/CAD$29.95                                              | Desconocido                                                    |
| Aventuras de lectura de P.J. (Colección de tres libros de cuentos, Paul Bunyan, Como el Leopardo obtuvo sus manchas y Koi y las nueces del Kola.)                                             | Aventuras de lectura de P.J. (Colección de tres libros de cuentos, Paul Bunyan, Como el Leopardo obtuvo sus manchas y Koi y las nueces del Kola.)                                                                       | 1995      | US$49.95/CAD$69.95                                              | No                                                             |
| Microsoft 3D Movie Maker (programa orientado al público infantil similar a Fine Artist y Creative Writer que permitía realizar películas tridimensionales en sencillos pasos.)                | Microsoft 3D Movie Maker (programa orientado al público infantil similar a Fine Artist y Creative Writer que permitía realizar películas tridimensionales en sencillos pasos.)                                          | 1995      | US$49.95/CAD$69.95                                              | Sí                                                             |
| Microsoft Nickelodeon 3D Movie Maker (Esta versión usó personajes de Nickelodeon) | Microsoft Nickelodeon 3D Movie Maker (Esta versión usó personajes de Nickelodeon) | 1996      | US$49.95/CAD$69.95                                              | No                                                             |
| Microsoft Explorapedia: (Hubo dos versiones de Explorapedia. Contenían cuatrocientos artículos localizados en un entorno amable e infantil.)                                                  | - The World of People - The World of Nature | 1995      | US$49.95/CAD$69.95                                              | Únicamente El Mundo de la Naturaleza                           |
| Microsoft Plus! for Kids! (Windows 95 Paquete Plus para niños.) | Microsoft Plus! for Kids! (Windows 95 Paquete Plus para niños.) | 1995      | US$24.95                                                        | Sí                                                             |
| Mi Tutor Personal (Software para la facilitación del paso desde Preescolar a Primaria.) | Mi Tutor Personal (Software para la facilitación del paso desde Preescolar a Primaria.) | 1997      | US$54.95                                                        | Desconocido                                                    |
| ActiMates Juguetes y programas de software basados en los shows Barney y sus amigos, Arthur y Teletubbies                                                                                     | ActiMates Juguetes y programas de software basados en los shows Barney y sus amigos, Arthur y Teletubbies | 1997      | US$64.95 for TV Pack and PC Pack, US$34.95 for software titles. | Desconocido                                                    |

### Programas para la productividad en casa
|                                                                | Nombre | Año           | Precio              | En español  |
| -------------------------------------------------------------- | --- | ------------- | ------------------- | ----------- |
| Microsoft Bob                                                  | Microsoft Bob | 1995          | US$99.00            | No          |
| Microsoft Great Greetings for Microsoft BOB                    | Microsoft Great Greetings for Microsoft BOB                                                                                       | 1995          |                     | No          |
| Microsoft Bob Plus Pack                                        | |               |                     |             |
| Microsoft Money                                                | Microsoft Money | 1994-2008     | US$14.95/CAD$24.95  | Sí          |
| Microsoft Publisher                                            | Microsoft Publisher | 1993-presente | US$99.95/CAD$139.95 | Sí          |
| Paquetes de diseño para Microsoft Publisher                    | - Microsoft Publisher StyleLine Design Pack - Microsoft Publisher Design Pack - Microsoft Publisher Special Occasions Design Pack | 1993?         | US$39.95/CAD$54.95  | Desconocido |
| Microsoft Greetings Workshop                                   | Microsoft Greetings Workshop | 1996-2002     |                     | Desconocido |
| Microsoft Picture It! (renombrado como Microsoft Digital Image | Microsoft Picture It! (renombrado como Microsoft Digital Image                                                                    | 1996          |                     | Desconocido |
| Microsoft Home Publishing                                      | Microsoft Home Publishing | 1999-2000     |                     | Desconocido |
| Microsoft Works 3.0 para Windows                               | Microsoft Works 3.0 para Windows                                                                                                  | 1994          | US$99.95/CAD$139.95 |             |
| Microsoft Works 3.0 para Windows Edición CD                    | Microsoft Works 3.0 para Windows Edición CD                                                                                       | 1994          | US$99.95/CAD$139.95 | Sí          |
| Microsoft Works 4.0 para Macintosh                             | Microsoft Works 4.0 para Macintosh                                                                                                |               | US$99.95/CAD$139.95 | Sí          |
| Microsoft Works y Bookshelf '94                                | Microsoft Works y Bookshelf '94                                                                                                   | 1994          | US$99.95/CAD$139.95 | Sí          |

### Hardware y software misceláneo
|                                            | Nombre | Año       | Precio              | En español  |
| ------------------------------------------ | --- | --------- | ------------------- | ----------- |
| Microsoft Scenes                           | - Club Sierra Colección de vida salvaje - Club Sierra Colección de naturaleza - Colección Submarina - Sports Extremes Collection - Colección personal - Colección Espacio Exterior - Colección de Vuelo - Colección de Hollywood - Colección de Brain Twister - Colección de Éstereogramas - Colección Impresionista | 1994      | US$24.95/CAD$34.95  | Desconocido |
| Microsoft Natural Keyboard                 | Microsoft Natural Keyboard | 1994      | US$99.95/CAD$129.95 | Sí          |
| Microsoft Mouse                            | Microsoft Mouse | 1993      | US$64.95/CAD$84.95  | Sí          |
| Microsoft Windows Sound System Versión 2.0 | Microsoft Windows Sound System Versión 2.0 | 1995      | US$59.95/CAD$84.95  | Desconocido |
| Microsoft Home Mouse                       | Microsoft Home Mouse | 1995      | US$44.95/$59.95     | Desconocido |
| Microsoft SoundBits                        | - Microsoft SoundBits - Hanna-Barbera - Microsoft SoundBits - Hollywood - Microsoft SoundBits - Instrumentos Musicales | 1992–1994 | US$24.95/CAD$34.95  | Desconocido |
| Microsoft EasyBall                         | Microsoft EasyBall | 1995      |                     |             |